# Ianis Stoica
Ianis Ilie Stoica (n. 8 decembrie 2002, București, România) este un fotbalist român, care joacă pe post de mijlocaș la Estrela Amadora în Primeira Liga. Pe plan internațional, are prezențe la națională pentru România Sub-17 și România Sub-21.

## Viața personală
Tatăl lui Stoica,  Pompiliu, a fost, de asemenea, un jucător al echipei Steaua București.

## Statisticile carierei

### Club
| Club             | Sezon            | Liga     | Liga   | Cup      | Cup    | Europa   | Europa | Altele   | Altele | Total    | Total  | Total |
| Club             | Sezon            | Aparitii | Goluri | Aparitii | Goluri | Aparitii | Goluri | Aparitii | Goluri | Aparitii | Goluri |       |
| ---------------- | ---------------- | -------- | ------ | -------- | ------ | -------- | ------ | -------- | ------ | -------- | ------ | ----- |
| Steaua București | 2017–18          | –        | –      | 2        | 1      | –        | –      | –        | –      | 2        | 1      |       |
| Total            | Total            | –        | –      | 2        | 1      | –        | –      | –        | –      | 2        | 1      |       |
| Totalul Carierei | Totalul Carierei | –        | –      | 2        | 1      | –        | –      | –        | –      | 2        | 1      |       |